# 동선 청동북

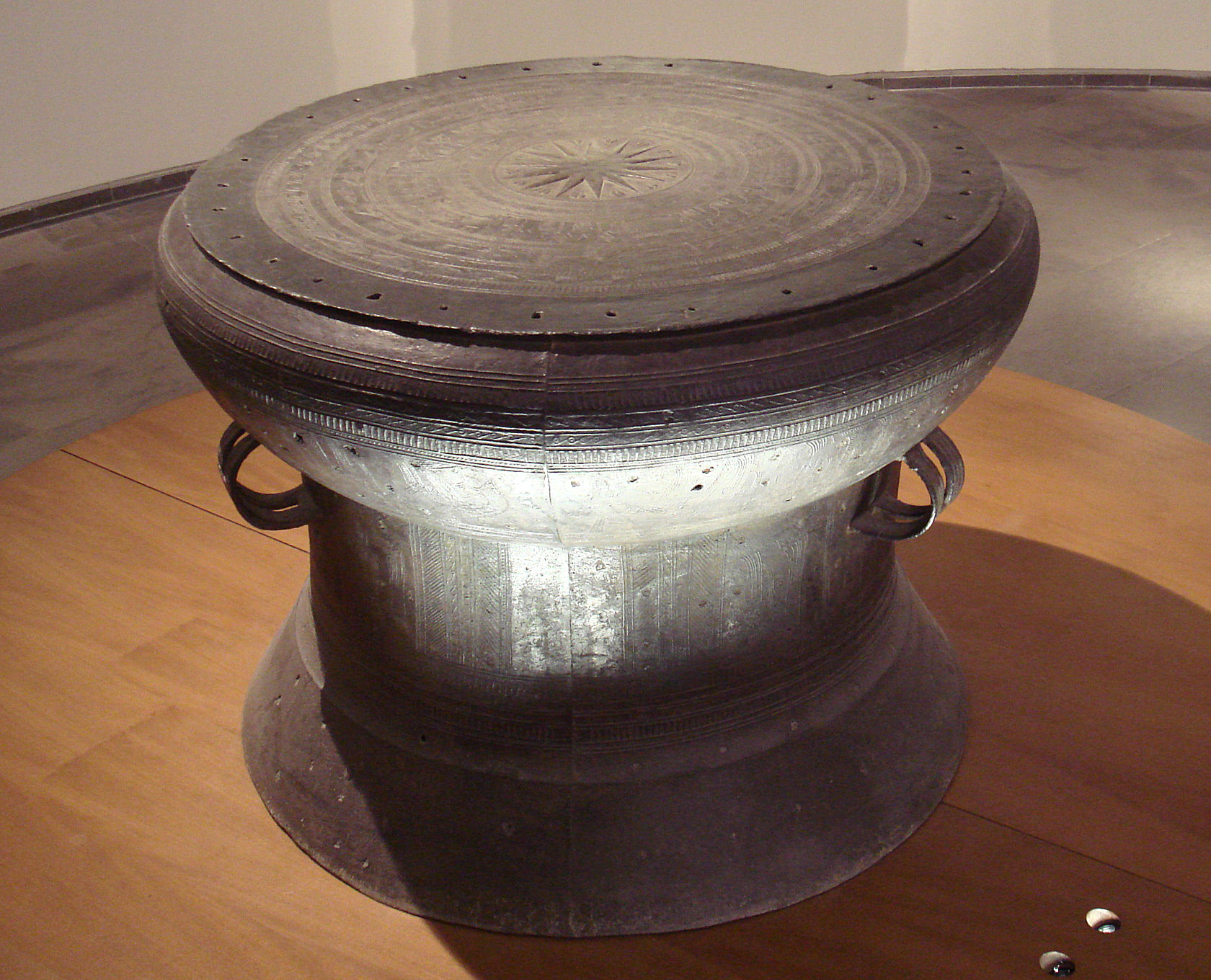
베트남 송다에서 발견된 1세기 중엽 동선 문화의 청동북

동선 청동북(베트남어: Trống đồng Đông Sơn, 중국어: 东山铜鼓, Dong Son drums)은 북베트남 홍강 삼각주 유역에서 발달한 동선 문화에서 주조된 청동 북으로 프란츠 헤거의 이름을 따서 헤거 I형 북으로도 불린다.

## 개요
이 청동북은 기원전 600년경(또는 그 이전)에서 기원전 300년경까지 만들어졌으며, 이 문화의 가장 세련된 금속 제련 유품의 예로이다.
이 청동북은 실전된 밀랍 제조법을 이용하여 주조되었으며, 베트남 북부 동선지역에 많이 발굴되어 동선청동북으로 명칭되었다. 또한 동선 청동북은 악기와 제례 의식에 사용한 것으로 추측되며, 기하학적인 문양과 일상생활의 장면, 전쟁, 동물과 새, 배 등으로 장식되어 있다.
이것은 그들이 행했던 무역의 중요성을 암시하는 유물이며, 이 청동북 그 자체로도 무역과 보물의 상징이었다. 동 인도네시아에서 베트남 그리고 중국 남부에 이르기까지 200개 이상이 발견되었다.

## 같이 보기
- 동선 문화
- 청동기 시대